# وادي الرمل (زغوان)
وَادِي الرَمَل قرية تقع في معتمدية زغوان بولاية زغوان بالوسط التونسي.

### مواضيع ذات علاقة
- سد وادي الرمل.
- معتمدية زغوان.
- ولاية زغوان.